# شاتوری واکر-کیمبرو
شاتوری واکر-کیمبرو (انگلیسی: Shatori Walker-Kimbrough؛ زادهٔ ۱۸ مهٔ ۱۹۹۵) بازیکن بسکتبال اهل ایالات متحده آمریکا است.
وی در مسابقات کشوری و بین‌المللی در مجموع برندهٔ ۱ مدال نقره شده‌است.